# Tatort: Nahkampf
Nahkampf ist ein Fernsehfilm aus der Krimireihe Tatort. Die Folge wurde vom Südwestfunk unter der Regie von Thomas Bohn produziert und erstmals am 19. Oktober 1997 im Deutschen Fernsehen ausgestrahlt. Es ist die 373. Folge des Tatorts und 12. Episode mit der Ludwigshafener Ermittlerin Lena Odenthal. Für Ermittler Mario Kopper ist es der dritte Fall.

## Handlung
Major Rolf Rohloff gibt für seine Offiziere eine kleine Privatparty. Unter dem Vorwand, dass ihm unwohl sei, verabschiedet sich Oberleutnant Georg Tremer von seinem Gastgeber. Kurz darauf wird Bremer nach einem Warnschuss vom Wachposten, dem Gefreiten Wolfgang Spirefka, erschossen, als er heimlich in der Nacht über den Zaun der Kaserne klettern will.
Kriminalhauptkommissarin Lena Odenthal und Kriminaloberkommissar Mario Kopper ermitteln in der Kaserne. Odenthal erfährt, dass Tremer sich in der Nacht mit seiner Freundin verabredet hatte. Wie sich herausstellt, handelt es sich dabei um Manon Kampmann, die Ehefrau von Oberst Rüdiger Kampmann.
Odenthal vermutet einen tödlichen Plan hinter dem angeblichen Versehen. Ein Einbruch in die Panzerhalle, der das übertriebene Sicherheitsbedürfnis der Kaserne rechtfertigen soll, stellt sich für die Kommissarin eindeutig als Täuschungsmanöver dar.
Der ehrgeizige Gefreite Spirefka macht sich schwere Vorwürfe und unternimmt einen Suizidversuch, der ihn zwar nicht das Leben, aber seine Gesundheit und seine Bundeswehrkarriere kostet.
Odenthal sieht einen Zusammenhang zwischen dem sehr kurzfristig angesetzten Kameradenabend in Zivilkleidung, der verstärkten Bewachung der Panzerhalle und Tremers geplantem Rendezvous. Für sie erscheint das Ganze als eine eiskalt geplante Inszenierung, die den Leutnant bewusst das Leben kostete. Dabei wurde der Gefreite Spirefka zu einem ahnungslosen Handlanger des Todes. Mit Hilfe von Leutnant Arnold von Brentano kann Odenthal den Gasthof ausfindig machen, in dem Oberleutnant Tremer sich mit Oberst Kampmanns Frau öfter getroffen hatte. Da die Gasthofbesitzerin auch den Oberst selbst auf einem Foto wiedererkennt, nimmt Odenthal diesen fest. Doch die Beweislage ist schwach, daher wird Kampmann wieder aus der Untersuchungshaft entlassen. Odenthal und Kopper observieren ihn heimlich. Sie  beobachten, dass er seine Haustür nicht öffnen kann, vielleicht weil seine Frau abgeschlossen und den Schlüssel steckengelassen hat. Kampmann steigt über ein geöffnetes Fenster im oberen Stockwerk in sein Haus ein. Kurz darauf fallen Schüsse. Manon Kampmann hat ihren Mann erschossen, da sie angeblich annahm, dass es sich um einen Einbrecher handelte. Odenthal ist klar, dass Frau Kampmann nun auf ihre Art Rache für den Mord an ihrem Geliebten genommen hat, und nimmt sie fest.

## Hintergrund
Die Rolle des Kriminaltechnikers Peter Becker, die ab 1999 dauerhaft mit Peter Espeloer besetzt wurde, wird hier von Fritz Müller-Scherz übernommen.

## Rezeption

### Einschaltquote
Bei seiner Erstausstrahlung am 19. Oktober 1997 wurde die Folge Nahkampf in Deutschland von 8,16 Millionen Zuschauer gesehen, was einem Marktanteil von 23,03 Prozent entsprach.

### Kritik
Die Kritiker der Fernsehzeitschrift TV Spielfilm geben diesem Tatort den Daumen nach oben und meinen: „Wohl temperierte Besetzung und stimmige Story.“